# Bad-Pyrmont-Marathon
Der Bad-Pyrmont-Marathon ist ein Marathonlauf, der seit 1998 Ende Juli im Rahmen des seit 1989 bestehenden Brunnenlaufs in Bad Pyrmont stattfindet. Zum Programm gehören auch Läufe über 4,1 km, 10 km und die Halbmarathon-Distanz (bis 2006: 20 km). 
Die landschaftlich reizvolle und anspruchsvolle Strecke mit ca. 690 Höhenmetern führt durch das Weserbergland rund um Bad Pyrmont. Es handelt sich um einen Rundkurs, wobei einige Streckenabschnitte zweimal gelaufen werden.

## Statistik

### Streckenrekorde Marathon
- Männer: 2:35:12, Elias Sansar, 2011
- Frauen: 3:15:55, Nadja Koch, 2017

### Schnellste Läufer 2006
Marathon
- Männer: Prapat Bogusch (SUI), 2:48:17
- Frauen: Nicole Bornhütter, 3:20:52

20 km
- Männer: Thorsten Wienecke, 1:12:47
- Frauen: Silvia Krull, 1:25:12

10 km
- Männer: Helmut Nothdurft, 36:27
- Frauen: Aynur Whitefield, 45:12

4,1 km
- Männer: Heiko Wolling, 14:59
- Frauen: Coline Ricard, 16:08

### Zieleinlauf 2006
- Marathon: 199 (178 Männer und 21 Frauen)
- 20 km: 276 (215 Männer und 61 Frauen)
- 10 km: 244 (182 Männer und 62 Frauen)
- 4,1 km: 83 (49 Männer und 34 Frauen)